# David Jay Brown
David Jay Brown (* 1961) ist ein US-amerikanischer Schriftsteller und Journalist.

## Leben
Brown studierte Parapsychologie sowie die Effekte von psychotropen Substanzen, die er später mit dem Biologen und Schriftsteller Rupert Sheldrake näher untersuchte. 1983 machte er dann seinen Bachelor im Bereich Psychologie an der University of Southern California und drei Jahre später seinen Master im Bereich Psychobiologie an der New York University.
Brown lebt in Ben Lomond, Kalifornien. Dort erhielt er 2012 die Auszeichnung „Bester Autor“ von der Zeitschrift Santa Cruz Weekly.

## Werke
- 1988: Brainchild
- 1992: The Archaic Revival
- 1993: Mavericks of the Mind
- 1995: Voices from the Edge
- 1999: Virus: The Alien Strain
- 2005: Conversations on the Edge of the Apocalypse: Contemplating the Future with Noam Chomsky, George Carlin, Deepak Chopra, Rupert Sheldrake, and Others
- 2007: Mavericks of Medicine: Conversations on the Frontiers of Medical Research
- 2007: Detox with Oral Chelation: Protecting Yourself from Lead, Mercury, & Other Environmental Toxins
- 2013: The New Science of Psychedelics: At the Nexus of Culture, Consciousness, and Spirituality